# Puterea celor șase
Puterea celor șase este un roman științifico-fantastic pentru tineri scris de Pittacus Lore (un pseudonim pentru James Frey și Jobie Hughes). Cartea a fost publicată de HarperCollins pe 3 august 2010.

## Personaje
- Patru/John Smith
- Șase/Maren Elizabeth
- Sam - Four's best friend
- Șapte/Marina
- Adelina - Cêpanul Marinei
- Ella - Cea mai bună prietenă a Marinei, un Loric cu abilitatea de a-și schimba vârsta
- Crayton - Cêpanul Ellei
- Héctor - Singurul prieten uman al Marinei
- Nouă - Apare spre sfârșitul cărții
- Sarah - Prietena lui Patru